# Коллегиальность

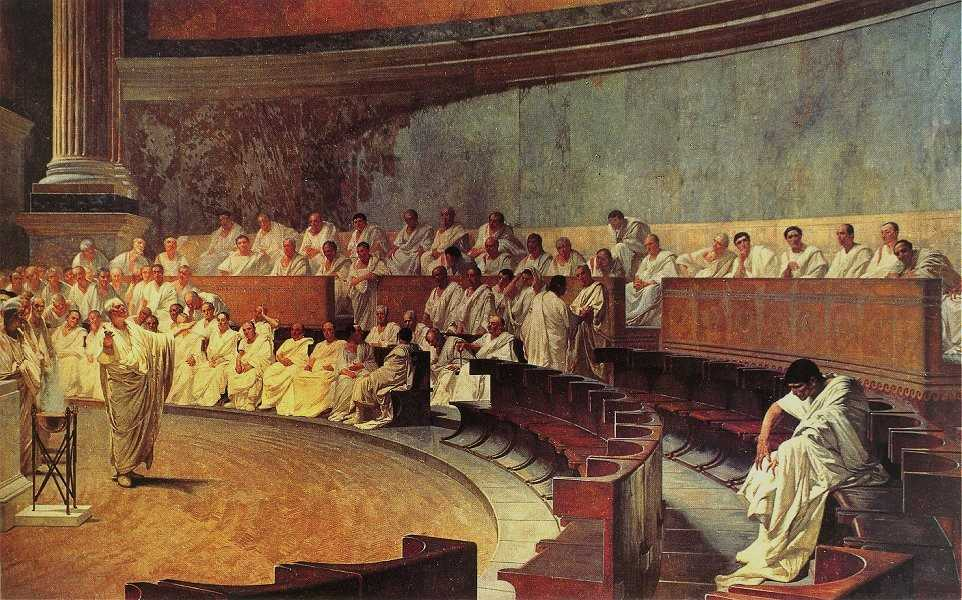
Один из древнейших коллегиальных органов — сенат Римской империи.
Цицерон обличает Катилину. Картина Чезаре Маккари.

Коллегиа́льность (от лат. collegium — «товарищество», «содружество», «собрание») — принцип управления исполнительного органа, при котором принятие решения по выполнению поставленных задач, устранению какой-либо проблемы, по организации работы и другим вопросам осуществляется на совещании группой должностных или уполномоченных лиц.

## Применение термина
Понятие коллегиальность используется практически во всех сферах государственных структур (законодательная власть, судебная власть, исполнительная власть), в коммерческих организациях, политических партиях и некоммерческих организациях.

Обозначает оно совместное обсуждение для принятия решения с учётом разных мнений и предложений.

Проявляется коллегиальность в виде совещания на котором должностные лица совместно обсуждают то или иное решение. На основе предложенных вариантов и высказанных мнений вырабатывается и принимается единое решение.
Совет должностных лиц принимающих подобные решения называется коллегиальным органом либо коллегией.
В зависимости от устава (для политических партий, для коммерческих или некоммерческих организаций), либо нормативно-правовых актов (для государственных структур) окончательный выбор решения принимается либо голосованием членов коллегии (решающая форма коллегиальности), либо единоличным решением должностного лица возглавляющего коллегию (совещательная форма коллегиальности).

## Необходимость в коллегиальности
Исторически коллегиальность внедрялась в систему государственной власти в связи со следующими факторами:
- необходимость в органах законодательной власти;
- необходимость в органах судебной власти;
- необходимость сдерживания произвола и самоуправства со стороны представителей исполнительной власти;
- исключение случайности и различных ошибок в принимаемых решениях всеми ветвями властей;
- учёт интересов всех заинтересованных сторон общества;
- внедрение опыта и передовых знаний.

По существу коллегиальность используется в первую очередь как противовес единоначалию (единоличному управлению) и наоборот), как механизм предохранения от человеческого фактора, который мог проявиться у чиновника (сановника).

К одному из первых исторических законодательно утверждённых коллегиальных органов можно отнести институт магистратов в Древнем Риме возникший в IV веке до н. э.. При магистратах законодательно были основаны децемвиры (лат. decem viri «десять мужей») — коллегиальный орган из десяти человек, выполнявший функции законодательной власти. Данный институт власти возник как компромисс учитывающий интересы всех сословий, в первую очередь решавший конфликт интересов плебеев и патрициев.

В политике КПСС принцип коллегиальности связывали с принципом единоличной ответственности.

В. И. Ленин утверждал что коллегиальность в сочетании с единоличной ответственностью являлась гарантом использование знаний и опыта многих членов партии, предотвращающим ошибочный субъективный подход и обезличивание ответственных лиц принимающих решение и участвующих в их исполнении.

По мнению В. И. Ленина коллегиальность должна была чётко оговаривать ответственность всех лиц, участвующих в исполнении обсуждаемого решения: 

…Коллегиальное обсуждение и решение всех вопросов управления в советских учреждениях должно сопровождаться установлением самой точной ответственности каждого из стоящих на любой советской должности лиц за выполнение определённых, ясно и недвусмысленно очерченных, заданий и практических работ…— Полное собрание сочинений, 5 изд., том 37, стр. 365

## Разновидности коллегиальных органов в государстве

### Законодательная власть
В законодательной власти, в зависимости от государственной принадлежности могут быть следующие коллегиальные органы:
- Сенат
- Парламент
- Национальная ассамблея — аналог парламента в некоторых государствах

### Судебная власть
- Совет судей (Верховный судебный совет) — в зависимости от принадлежности к государству
- Высшая квалификационная коллегия судей

### Исполнительная власть
В исполнительной власти встречаются следующие коллегиальные органы:
- Кабинет министров — высший коллегиальный орган исполнительной власти
- Совет министров — аналог кабинета министров в СССР
- Совет министерства — коллегиальный орган при министерстве. Например Медицинский совет Министерства внутренних дел Российской империи
- Муниципальный совет — коллегиальный орган местного самоуправления

### Международные коллегиальные органы
В сфере внешнеполитических отношений и военно-политических объединений к примеру существуют следующие коллегиальные органы:
- Совет министров иностранных дел СНГ
- Североатлантический совет — коллегиальный орган управления НАТО[6]

## Коллегиальность в некоторых сферах
Для некоторых сфер коллегиальность не всегда проявляется в наличии постоянно существующего коллегиального органа. В таких случаях коллегиальность выражается в рабочем совещании, которое организуется по необходимости решения каких-либо задач.

### Система образования
- Педагогический совет — постоянно действующий коллегиальный орган управления либо совещание преподавателей учебного заведения, решающих вопросы организации обучения и функционирования заведения.
- Научно-технический совет — постоянно действующий коллегиальный орган управления ВУЗа или научно-технического объединения либо совещание специалистов и учёных[7]

### Система здравоохранения
- Консилиум — совещание врачей решающих вопросы диагноза и лечения отдельно взятого пациента

### Религиозное управление
- Конклав — в католической церкви коллегиальный орган, представляющий собой собрание кардиналов решающих вопрос кандидатуры Папы Римского
- В евангелическом церковном праве существует Коллегиальная система[8].
- Совет улемов — в исламских государствах коллегиальный орган управления духовенства, представляющий собой собрание улемов, решающий как теософские вопросы и функционирование духовенства, так и функции законодательной власти государства (к примеру в Саудовской Аравии)[9]

### Сфера бизнеса
- Совет директоров — коллегиальный орган управления в крупных промышленных предприятиях, коммерческих предприятиях, в банках, корпорациях, концернах т.д., который контролирует функционирование организации и решает вопросы модернизации, финансирования, продажи и покупки акций и т. д..

### Спорт
- Судейская коллегия (Судейская команда) — коллегиальный орган дающий оценки выступлению спортсменов во многих видах спорта[10].

## Коллегиальность в Вооружённых силах
В вооружённых силах (в зависимости от государственной принадлежности) могут встречаться следующие коллегиальные органы:
- Военный совет — историческое название коллегиальных органов управления вооружённых сил в некоторых государствах;
- Суд офицерской чести — коллегиальный орган для охраны корпоративной чести офицерства и достоинства офицерского звания.

На уровне подразделений, воинских частей и соединений — коллегиальность представлена рабочим совещанием в штабе, на котором производится обсуждение текущей обстановки, поступивших боевых приказов и выслушиваются мнения командиров подразделений и начальников служб.

В Вооружённых силах практически всех государств принцип управления законодательно основан на Единоначалии.
В связи с этим коллегиальность проявляется исключительно в совещательной форме и носит рекомендательный характер.

Начальник (командир) проводит совещание, на котором обсуждаются важные вопросы и поступившие сверху приказы и выслушивает мнение заместителей и должностных лиц ответственных за выполнение приказов. После чего принимает единоличное решение, за которое несёт полную ответственность.

... История говорит: от коллегиальности рабочих переходили к десяткам, ломали шею, и Колчак нас дул, и хорошо делал, что дул, ибо мы кое-чему научились и научились, что коллегиальность надо взять в ежовые рукавицы...— Владимир Ильич Ленин, Речь на заседании коммунистической фракции ВЦСПС, 15 марта 1920 года
Существуют исключения, когда единоначалие командира (начальника) может быть ограничено позицией коллегиального органа. К примеру решение суда офицерской чести. Командир формирования не может повлиять на их решение, а может только обжаловать его.